# Conochares acutus
Conochares acutus är en fjärilsart som beskrevs av Smith 1905. Conochares acutus ingår i släktet Conochares och familjen nattflyn. Inga underarter finns listade i Catalogue of Life.